# Skoky do vody z velkých výšek na mistrovství Evropy v plaveckých sportech 2022
Závody v skocích do vody z velkých výšek na mistrovství Evropy v plaveckých sportech za rok 2022 proběhly v Římě, Itálie ve dnech 18. až 20. srpna 2022.

## Výsledky
| Muži               | Zlato                     | Zlato  | Stříbro                     | Stříbro | Bronz                    | Bronz  |
| ------------------ | ------------------------- | ------ | --------------------------- | ------- | ------------------------ | ------ |
| Skoky z 27 m rampy | Constantin Popovici (ROU) | 455,70 | Cătălin Preda (ROU)         | 436,20  | Alessandro De Rose (ITA) | 416,45 |
| Ženy               | Zlato                     | Zlato  | Stříbro                     | Stříbro | Bronz                    | Bronz  |
| Skoky z 20 m rampy | Iris Schmidbauerová (GER) | 309,30 | Antonina Vyšyvanovová (UKR) | 295,40  | Elisa Cosettiová (ITA)   | 284,30 |

## Medailová bilance
Ve skocích do vody z velkých výšek se rozdělily celkem 2 sady medailí.
| Pořadí | Stát           |       | Muži    | Muži  | Muži  |         | Ženy  | Ženy  | Ženy    |       | Muži + Ženy | Muži + Ženy | Muži + Ženy | Celkem |
| Pořadí | Stát           | Zlato | Stříbro | Bronz | Zlato | Stříbro | Bronz | Zlato | Stříbro | Bronz |             |             |             | Celkem |
| ------ | -------------- | ----- | ------- | ----- | ----- | ------- | ----- | ----- | ------- | ----- | ----------- | ----------- | ----------- | ------ |
| 1.     | Rumunsko (ROU) |       | 1       | 1     | 0     |         | 0     | 0     | 0       |       | 1           | 1           | 0           | 2      |
| 2.     | Německo (GER)  |       | 0       | 0     | 0     |         | 1     | 0     | 0       |       | 1           | 0           | 0           | 1      |
| 3.     | Ukrajina (UKR) |       | 0       | 0     | 0     |         | 0     | 1     | 0       |       | 0           | 1           | 0           | 1      |
| 4.     | Itálie (ITA)   |       | 0       | 0     | 1     |         | 0     | 0     | 1       |       | 0           | 0           | 2           | 2      |
| Celkem | Celkem         |       | 1       | 1     | 1     |         | 1     | 1     | 1       |       | 2           | 2           | 2           | 6      |